# Brachyterápia
A brachyterápia (közel besugárzás) (brachy gör. közel) a daganatba vagy a daganat közelébe – többnyire operatív úton behelyezett – sugárforrással történő irradiáció.

## Kezelés módja
A radioaktív forrás behelyezése történhet magába a daganat szövetbe, ez az interstitialis brachyterápia (szövetközi besugárzás). A testüregekbe vagy a daganat cisztába v. cisztáiba juttatott sugárforrások által történő sugárterápia az intracavitális brachyterápia.
Agydaganatok brachyterápiájakor, saját gyakorlatunkban a daganat cisztájába ittrium–90 szilikát kolloid oldatot (továbbiakban 90Y); a daganat szövetbe katéterekben jód-125 izotóp (továbbiakban 125 I) vagy Iridium-192 (192 Ir)- radioizotópokat helyezünk. Ha a sugárforrást nem vesszük ki a daganatból permanens, ha megadott idő után onnan eltávolítjuk időleges (temporary) besugárzásról van szó.
Az eljárásnak az a legfőbb előnye, hogy az ép agyszövetet a sugárzástól megkíméli, ugyanis sugárzás intenzitásának a távolság négyzetével arányos csökkenése következtében a sugárforrás környezetében a dózis grádiens (fall off) meredek. A magas dózisértékek a tumor közelében találhatók, az alacsonyabb dózisok pedig attól távolabb, a normális szövetekben. Az eljárás további előnye, hogy a biopszia és az utána végzett szövettani vizsgálattal egy ülésben elvégezhető és olcsó. Az interstitialis besugárzással ugyanakkor nem lehet homogén dózisviszonyokat kialakítani.
A brachyterápiának, a különböző dózisteljesítmények alapján több lehetséges módszere ismert. A HDR-(high dose rate) kezelésnél a dózis teljesítmény 1-2 Gy/min és a besugárzás egy óránál rövidebb ideig tart. A LDR- (low dose rate) sugárzás 0.3-0.6 Gy/min dózis teljesítménnyel, napokig, néha hetekig tartó, a VLDR-BT (very low dose rate brachyterápia) 0,05-0,1 Gy/min dózissal 1,5-2,5 hónapig tartó sugárkezelést jelent.
A konformalitás azt jelenti, hogy a meghatározott izodózis térfogat 3D-ben mennyire illeszkedik a céltérfogathoz. A konformalitás a sugárforrás geometriájának és a besugárzás idejének változtatásával biztosítható.

## Történelem
1901-ben Danlos (a Curie házaspár barátja) megpróbálta a rádium tűzdelését nem daganatos bőrbetegségek kezelésére. 2 évvel később Shrivastava az első európai brachyterápiás kezelése basalioma esetében (Szentpétervár). 1912-ben Hirsch az orron keresztül behelyezett rádiummal sugározta be a sella turcica környékét. Frazier 1920-ban meningeomák rádiummal történő, nem sztereotaxiás szövetközi besugárzását kezdte el. Kisfaludy „high dose rate” utántöltéses eljárással végzett emlő tűzdelését hajtotta végre 1932-ben. Talairach és Szikla új kezelést vezettek be az 1950-es években: hypophysis tumorok 198Au, gliomák besugárzására; 192Ir, cisztás tumorok falának besugárzására; 90Y és 186Rh sugárforrások. 1953-ban Murtagh (USA) craniopharyngeomás ciszta sztereotaxiás 32P intracavitalis besugárzását végezte el. 1972-ben Backlund craniopharyngeomás ciszták intracavitalis besugárzását 90Y kolloiddal próbálta kezelni. 1974-ben Mundinger agydaganatok sztereotaxiás interstitialis besugárzása 125I-el. A következő évben Julow elvégezte craniopharyngeomás ciszták intracavitalis besugárzása 90Y kolloiddal. Major Julow "low grade gliomák" és más agydaganatok 125I és „high grade gliomák” 192Ir sztereotaxiás interstitialis besugárzása 1997-ben. 1999-ben ő agydaganatok képfúzió vezérelt sztereotaxiás interstitialis besugárzása vizsgálta.